# مايك دونوفان (موسيقي)
مايك دونوفان (بالإنجليزية: Mike Donovan)‏ هو موسيقي أمريكي، ولد في 6 أكتوبر 1971.

## وصلات خارجية
- الموقع الرسمي
- مايك دونوفان على موقع ميوزك برينز (الإنجليزية)